# Niurka Montalvo
Niurka Montalvo Amaro (La Habana, 4 de junio de 1968) es una atleta española, de origen cubano.

## Actividad deportiva
Especialista en la prueba de salto de longitud, participó en varios Campeonatos Mundiales de Atletismo, obteniendo la medalla de plata en Gotemburgo 1995, el oro en Sevilla 1999 y el bronce en Edmonton 2001.
Amparada por la Norma 46 de la Carta Olímpica, por la que atletas de un país no pueden participar con otro hasta pasados tres años desde su nacionalización, la Federación Cubana de Atletismo le impidió participar en los Juegos Olímpicos de 2000 celebrados en Sídney con el equipo español. Refiriéndose al caso Montalvo, el Comité Olímpico Internacional (COI), a través del presidente de su comisión jurídica Keba Mbaye, afirmó que "la norma 46 de la Carta Olímpica aplicada en estos casos se hizo para evitar que los países ricos se aprovechen de los atletas de los países pobres. No hay excepciones"

## Actividad política
En 2007 entró en política de mano de Francisco Camps y el Partido Popular, al asumir el cargo de secretaria Autonómica del Deporte de la Generalidad Valenciana. En junio de 2013 Montalvo fue imputada en el caso Gürtel por supuestas irregularidades en la adjudicación de contratos a empresas de esta trama durante su etapa en el cargo. Fue desimputada por el juez al no encontrarse ningún indicio de delito en su actuación.